# Equus kiang
El kiang (Equus kiang) es una especie de mamífero perisodáctilo de la familia Equidae endémico de la meseta tibetana. Anteriormente era considerado una subespecie de Equus hemionus.

## Taxonomía
El kiang está estrechamente relacionado con el onagro (Equus hemionus), y en algunas clasificaciones se considera una subespecie, E. hemionus kiang. Los estudios moleculares, sin embargo, indican que es una especie distinta. No obstante, una relación aún más cercana puede ser Equus conversidens, nativos de América y extintos durante el Pleistoceno, con la que guarda una serie de sorprendentes similitudes. Sin embargo, tal relación requeriría de cruces de kiangs por Beringia durante la Edad de Hielo, de lo que existe poca evidencia. Los kiangs pueden cruzarse con onagros, caballos, burros y cebras de Burchell en cautiverio, aunque, como las mulas, las crías resultantes son estériles. Los kiangs nunca han sido domesticados.

## Características físicas
El kiang es el mayor de los asnos salvajes, con una altura media de hombro de 140 cm. Se extienden de 132 a 142 cm de alto en el hombro, con un cuerpo 182 hasta 214 cm de largo, y una cola de 32 a 45 cm. Los kiangs tienen sólo un ligero dimorfismo sexual, con los machos con un peso de 350 a 400 kg, mientras que las hembras pesan de 250 a 300 kg. Tienen una cabeza grande, con un hocico romo y una nariz convexa. La crin es recta y relativamente corta. El manto es de color castaño claro, de color marrón oscuro en invierno y un elegante color marrón rojizo a finales de verano, cuando el animal muda su pelaje lanoso. El pelaje de verano es de 1,5 cm de largo y el abrigo de invierno es el doble que la longitud. La piernas, partes inferiores, extremo del hocico, y el interior de las orejas son todos blancos. Una amplia y oscura raya dorsal color chocolate se extiende desde la crin hasta el final de la cola, que termina en un mechón de pelos de color marrón oscuro.

## Reproducción
Los kiangs se aparean entre finales de julio y finales de agosto, cuando los machos de mayor edad tienden hembras reproductoras trotando alrededor de ellos, y luego las persiguen antes del apareamiento. La duración de la gestación se ha informado de diversas maneras como de siete a 12 meses, y da como resultado el nacimiento de un único potro. Las hembras son capaces de reproducirse de nuevo casi inmediatamente después del nacimiento, aunque los nacimientos cada año son más comunes. Los potros pesan hasta 35 kg (77 libras) al nacer, y son capaces de caminar a las pocas horas. La edad de madurez sexual es desconocida, aunque probablemente alrededor de tres o cuatro años. Los kiangs pueden vivir hasta 20 años en la naturaleza.

## Subespecies
Se conocen tres subespecies:
- E. k. holdereri Matschie, 1911
- E. k. kiang Moorcroft, 1841
- E. k. polyodon Hodgson, 1847